# Lucius Iulius Marinus Caecilius Simplex
Lucius Iulius Marinus Caecilius Simplex (vollständige Namensform Lucius Iulius Luci filius Fabia Marinus Caecilius Simplex) war ein im 1. und 2. Jahrhundert n. Chr. lebender römischer Politiker. Durch eine Inschrift, die bei Cures Sabini gefunden wurde, ist seine Laufbahn bekannt.
Simplex übte zunächst im Rahmen des Vigintivirats für ein Jahr das Amt eines IIIIvir viarum curandarum in Rom aus. Anschließend leistete er seinen Militärdienst als Tribunus militum in der Legio IIII Scythica, die zu dieser Zeit in der Provinz Syria, vermutlich in Cyrrhus, stationiert war. Danach war er als Quaestor dem Statthalter der Provinz Macedonia zugeordnet. Nach Rom zurückgekehrt, wurde er Aedilis plebis und Praetor.
Im Anschluss war er als Legatus pro praetore jeweils für ein Jahr zunächst dem Statthalter der Provinz Cyprus und danach seinem Vater, dem Statthalter der Provinz Pontus et Bithynia, zugeordnet (legato pro praetore provinciae Ponti et Bithyniae proconsulatu patris sui). Danach war er curator der Via Tiburtina. In der Folge wurde er in das Kollegium der Arvalbrüder gewählt; er ist erstmals durch die Arvalakten für den 20. Mai 91 als Arvalbruder belegt. Als nächste Stufe in seiner Karriere wurde er Kommandeur (Legatus Augusti) der Legio XI Claudia pia fidelis, die ihr Hauptlager in Vindonissa in der Provinz Germania superior hatte.
Anschließend war er Statthalter (Proconsul) in zwei Provinzen, zunächst in Lycia et Pamphylia und danach in Achaea. Er ist als Statthalter in Lycia et Pamphylia auch durch Inschriften in griechischer Sprache belegt. Nach Beendigung seiner Statthalterschaft in Achaea kehrte er nach Rom zurück, wo er durch die Arvalakten für den 25. März 101 belegt ist. Durch eine weitere Inschrift ist belegt, dass er am 19. Oktober 101 (oder 102) zusammen mit Lucius Arruntius Stella einen Suffektkonsulat ausübte.
Simplex war in der Tribus Fabia eingeschrieben. Durch eine Inschrift in griechischer Sprache ist belegt, dass er mit Iulia Tertulla, der Tochter von Gaius Iulius […] Cornutus Tertullus verheiratet war. Sein Vater war Lucius Iulius Marinus. Er dürfte noch während der Regierungszeit von Trajan (98–117) verstorben sein, da er in den Arvalakten der Jahre 117, 118 und 120 nicht mehr erwähnt wird.
Ein Bronzesiegel mit der Aufschrift L(uci) Iuli Marini dürfte entweder ihm oder seinem Vater zuzuordnen sein. Simplex ist noch auf zwei weiteren Inschriften aufgeführt.